# Surinaam National Leger
Sportvereniging National Leger é um clube de futebol surinamês sediado em Paramaribo no Suriname.
Disputa o Campeonato Surinamês de Futebol.